# شيروود
شيروود (بالإنجليزية: Sherwood, Arkansas)‏ هي مدينة تقع في مقاطعة بولاسكي بولاية أركنساس في الولايات المتحدة. تبلغ مساحة هذه المدينة 54 (كم²)، وترتفع عن سطح البحر 100 م، بلغ عدد سكانها 29523 نسمة في عام 2010 حسب إحصاء مكتب تعداد الولايات المتحدة.

## التركيبة السكانية
حدّد مكتب تعداد الولايات المتحدة بيانات التركيبة السكانية لشيروود في تعداد الولايات المتحدة. في ما يلي، التركيبة السكانية حسب تعدادي 2000 و2010.

### تعداد عام 2000
بلغ عدد سكان شيروود 21,511 نسمة بحسب تعداد عام 2000، وبلغ عدد الأسر 8,798 أسرة وعدد العائلات 6,209 عائلة مقيمة في المدينة. في حين سجلت الكثافة السكانية 390.8 نسمة لكل كيلومتر مربع (1,012.2/ميل2). وبلغ عدد الوحدات السكنية 9,272 وحدة بمتوسط كثافة قدره 168.5 لكل كيلومتر مربع (436.4/ميل2).
وتوزع التركيب العرقي للمدينة بنسبة 86.35% من البيض و10.14% من الأمريكيين الأفارقة و0.43% من الأمريكيين الأصليين و0.95% من الأمريكيين ذوي الأصول الآسيوية و0.06% من سكان جزر المحيط الهادئ و0.83% من الأعراق الأخرى و1.24% من عرقين مختلطين أو أكثر و2.05% من الهسبانيون أو اللاتينيون من أي عرق.
بلغ عدد الأسر 8,798 أسرة كانت نسبة 35% منها لديها أطفال تحت سن الثامنة عشر تعيش معهم، وبلغت نسبة الأزواج القاطنين مع بعضهم البعض 57.4% من أصل المجموع الكلي للأسر، ونسبة 10.4% من الأسر كان لديها معيلات من الإناث دون وجود شريك،  بينما كانت نسبة 2.8% من الأسر لديها معيلون من الذكور دون وجود شريكة وكانت نسبة 29.4% من غير العائلات. تألفت نسبة 24.6% من أصل جميع الأسر من عدة أفراد يعيشون في نفس المنزل ونسبة 6.4% كانت تتألف من شخص يعيش بمفرده يبلغ من العمر 65 عاماً أو أكثر. وبلغ متوسط حجم الأسرة المعيشية 2.42، أما متوسط حجم العائلات فبلغ 2.90.
بلغ العمر الوسطي للسكان 35.9 عاماً. وكانت نسبة 24.2% من القاطنين تحت سن الثامنة عشر، وكانت نسبة 8.4% بين الثامنة عشر والرابعة والعشرين عاماً، ونسبة 32% كانت واقعةً في الفئة العمرية ما بين الخامسة والعشرين والرابعة والأربعين عاماً، ونسبة 24.4% كانت ما بين الخامسة والأربعين والرابعة والستين، ونسبة 10% كانت ضمن فئة الخامسة والستين عاماً فما فوق. يوجد لكل 100 أنثى 95.3 ذكر، ويوجد لكل 100 أنثى في الثامنة عشر من عمرها فما فوق 91.5 ذكر.
بلغ متوسط دخل الأسرة في المدينة 44,838 دولارًا، أما متوسط دخل العائلة فبلغ 51,510 دولارًا. وكان متوسط دخل الذكور 34,133 دولارًا مقابل 25,757 دولارًا للإناث. وسجل دخل الفرد الخاص بالمدينة 21,515 دولارًا. وكانت نسبة 5.4% من العائلات ونسبة 6.3% من السكان تحت خط الفقر، وكان من هؤلاء نسبة 10.2% تحت سن الثامنة عشر ونسبة 4.2% في الخامسة والستين من العمر وما فوق.

### تعداد عام 2010
بلغ عدد سكان شيروود 29,523 نسمة بحسب تعداد عام 2010، وبلغ عدد الأسر 12,207 أسرة وعدد العائلات 8,314 عائلة مقيمة في المدينة. في حين سجلت الكثافة السكانية 536.4 نسمة لكل كيلومتر مربع (1,389.3/ميل2). وبلغ عدد الوحدات السكنية 12,924 وحدة بمتوسط كثافة قدره 234.8 لكل كيلومتر مربع (608.1/ميل2).
وتوزع التركيب العرقي للمدينة بنسبة 75.30% من البيض و18.51% من الأمريكيين الأفارقة و0.53% من الأمريكيين الأصليين و1.57% من الأمريكيين ذوي الأصول الآسيوية و0.07% من سكان جزر المحيط الهادئ و1.63% من الأعراق الأخرى و2.39% من عرقين مختلطين أو أكثر و4% من الهسبانيون أو اللاتينيون من أي عرق.
بلغ عدد الأسر 12,207 أسرة كانت نسبة 33.5% منها لديها أطفال تحت سن الثامنة عشر تعيش معهم، وبلغت نسبة الأزواج القاطنين مع بعضهم البعض 50.6% من أصل المجموع الكلي للأسر، ونسبة 13.9% من الأسر كان لديها معيلات من الإناث دون وجود شريك،  بينما كانت نسبة 3.7% من الأسر لديها معيلون من الذكور دون وجود شريكة وكانت نسبة 31.9% من غير العائلات. تألفت نسبة 27% من أصل جميع الأسر من عدة أفراد يعيشون في نفس المنزل ونسبة 8% كانت تتألف من شخص يعيش بمفرده يبلغ من العمر 65 عاماً أو أكثر. وبلغ متوسط حجم الأسرة المعيشية 2.41، أما متوسط حجم العائلات فبلغ 2.92.
بلغ العمر الوسطي للسكان 37.0 عاماً. وكانت نسبة 24% من القاطنين تحت سن الثامنة عشر، وكانت نسبة 8% بين الثامنة عشر والرابعة والعشرين عاماً، ونسبة 28.8% كانت واقعةً في الفئة العمرية ما بين الخامسة والعشرين والرابعة والأربعين عاماً، ونسبة 26.5% كانت ما بين الخامسة والأربعين والرابعة والستين، ونسبة 12.6% كانت ضمن فئة الخامسة والستين عاماً فما فوق. وتوزع التركيب الجنسي للسكان بنسبة 47.4% ذكور و52.6% إناث.

## وصلات خارجية
- The US50 - Cities and Towns in Arkansas State
- 2012 United States Census Estimate